# Sebastian Hensel (Landwirt)

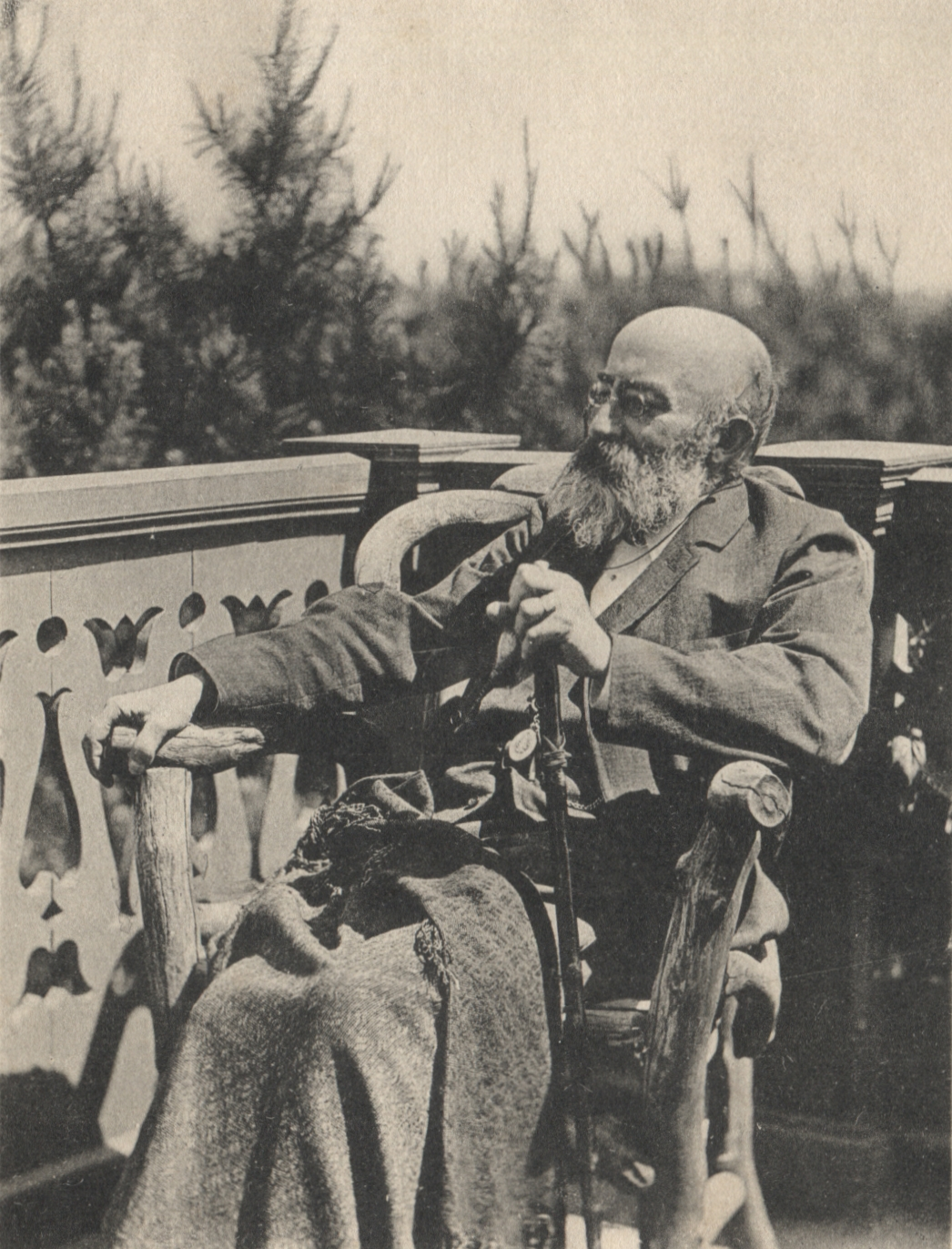
Sebastian Hensel (1890er Jahre)

Sebastian Ludwig Felix Hensel (* 16. Juni 1830 in Berlin; † 13. Januar 1898 in Charlottenburg) war ein deutscher Gutsbesitzer, Unternehmer und Autor.

## Leben
Sebastian wurde am 16. Juni 1830 als Sohn der Pianistin und Komponistin Fanny, geb. Mendelssohn Bartholdy (1805–1847) und des Malers Wilhelm Hensel (1794–1861) in Berlin geboren. Der Komponist Felix Mendelssohn Bartholdy war sein Onkel, der Unternehmer und Philosoph Moses Mendelssohn sein Urgroßvater. Sebastian war das einzige überlebende Kind seiner Eltern. Als Namensgeber dienten drei für Fanny Hensel wichtige Komponisten: Der Onkel Felix, Ludwig van Beethoven und Johann Sebastian Bach.
Als Geburtstagsgeschenk zu seinem ersten Geburtstag erhielt Sebastian von seiner Mutter eine Kantate für Sopran, Alt, vierstimmigen Chor und Orchester. 1839/40 unternahm er zusammen mit seinen Eltern eine etwa einjährige Italienreise. Seine Mutter starb am 14. Mai 1847, einen Monat vor seinem 17. Geburtstag.
Nach dem Abschluss der Landwirtschaftsschule in Hohenheim 1852 erwarb er im Jahre 1858 das in der Nähe von Königsberg gelegene Gut in Groß Barthen. Im selben Jahr heiratete er Julie von Adelson (1836–1901), eine Tochter des russischen Generalkonsuls in Königsberg. Gemeinsam hatten sie fünf Kinder: Fanny Römer, geb. Hensel (1857–1891), Cécile Leo, geb. Hensel (1858–1928), Kunsthandwerkerin, Paul Hensel (1860–1930), Philosoph, Kurt Hensel (1861–1941), Mathematiker, und Lili du Bois-Reymond, geb. Hensel (1864–1948), Schriftstellerin.
Die Lage des Gutes in der Pregelniederung wirkte sich nachteilig auf die Gesundheit seiner Familie aus. Seine Angehörigen litten unter Fieberanfällen, weshalb sich Hensel entschloss, das Gut zu verkaufen. In Berlin nahm er die ihm angebotene Stelle des Direktors der neugegründeten Markthallen-Gesellschaft an. Das Projekt zur Zentralisierung und Vereinfachung der Lebensmittelversorgung von Berlin scheiterte aber nach Auseinandersetzungen mit den Behörden. Für Hensel lag das Problem in der „sozialistischen Anschauung, dass womöglich alles durch den Staat und die Komune gemacht werden müsse“. Kurz darauf berief ihn die Deutsche Baugesellschaft in die Direktion und betraute ihn mit der Leitung der Berliner Hotelgesellschaft. Die Hauptaufgabe der Gesellschaft war der Bau des Grandhotels Kaiserhof, das 1875 eröffnet wurde. Bis zum Jahr 1880 behielt er den Posten in der Direktion, und bis 1889 war er Leiter der Deutschen Baugesellschaft.
Für seine Familie brachte er die Geschichte der Mendelssohns zu Papier. Nach der Ermutigung von Seiten vieler Leser wurde die Familiengeschichte 1879 erstmals gedruckt.

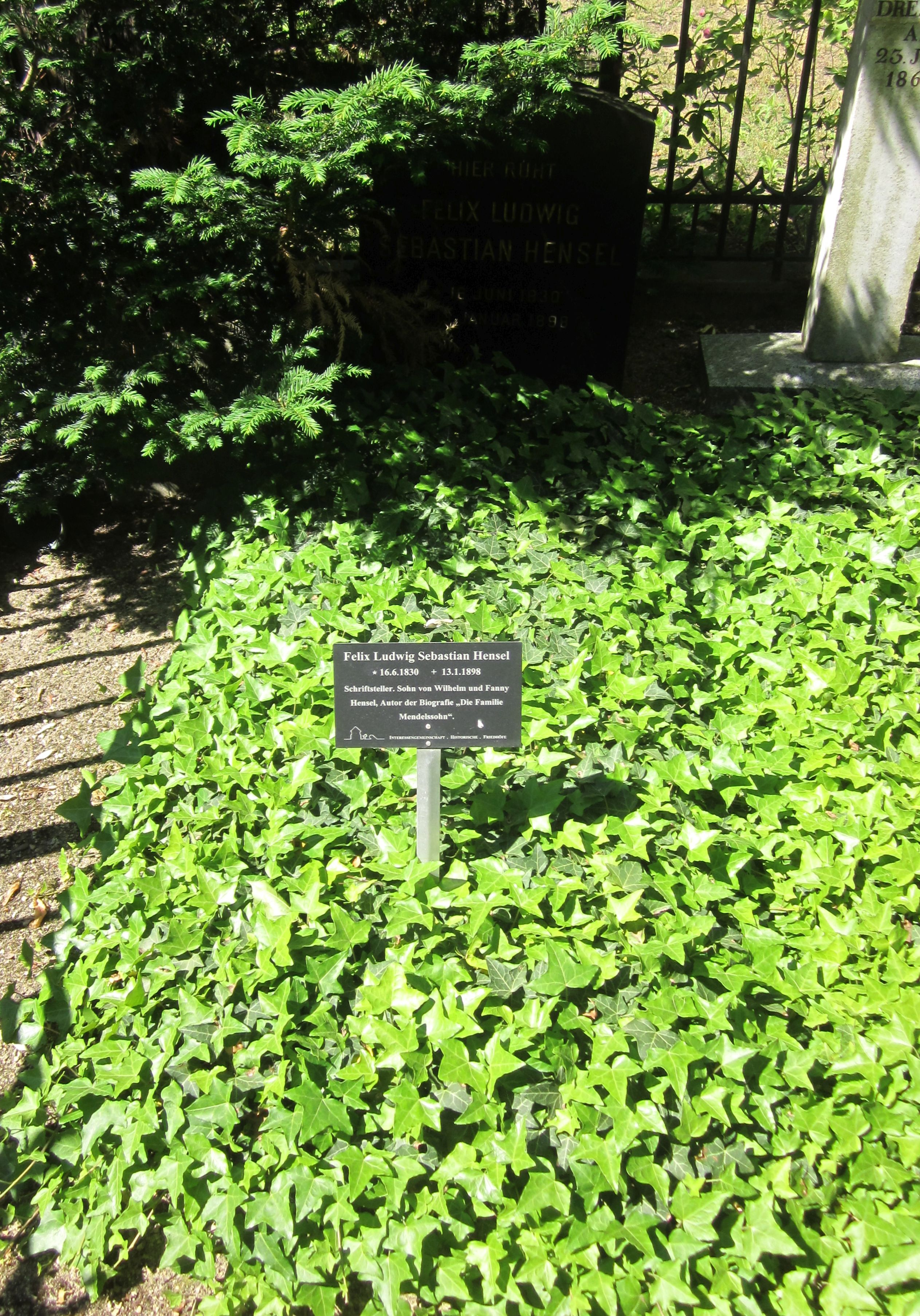
Ehrengrab

Am 13. Januar 1898 starb Sebastian Hensel in seiner Villa im Westend. Er wurde in der nachmaligen Ehrengrabstätte des Landes Berlin für die Familien Mendelssohn Bartholdy und Hensel auf dem Dreifaltigkeitsfriedhof I in Berlin-Kreuzberg beerdigt.

## Veröffentlichungen
- Die Familie Mendelssohn, 1729–1847: nach Briefen und Tagebüchern (3 Bände), B. Behr, Berlin 1879.
- Carl Witt – ein Lehrer und Freund der Jugend, B. Behr, Berlin 1894.
- Naturgeschichten für Kinder, S. Hirzel, Leipzig 1896.
- Ein Lebensbild aus Deutschlands Lehrjahren, B. Behr, Berlin 1903, Hrsg. Paul Hensel.
- Zugvögel. Ein Märchen. Faksimile nach dem Autograph von 1897. Imprimatur Verlag Rudolf Kring, Lahnstein 2005, ISBN 978-3-9810505-0-9.

Nach seinen Vorlesungsmitschriften konnte die bis dahin als verloren geltende Römische Kaisergeschichte von Theodor Mommsen herausgegeben werden.
- Theodor Mommsen: Römische Kaisergeschichte. Nach den Vorlesungs-Mitschriften von Sebastian und Paul Hensel 1882/86, hrsg. von Barbara und Alexander Demandt. C. H. Beck, München 1992, ISBN 3-406-36078-5.